# Giorgio Moser
Giorgio Moser (* 9. Oktober 1923 in Trient; † 25. September 2004 in Rom) war ein italienischer Dokumentarfilmer, Filmregisseur und Drehbuchautor.

## Leben
Moser schloss in Rechtswissenschaften ab, arbeitete nach dem Zweiten Weltkrieg als Journalist und unternahm Reisen durch afrikanische Länder, von deren Erfahrungen er in Dokumentationen filmisch berichtete. Auch als Filmkritiker für „Italia Nuova“ tätig, wirkte er aktiv für den Spielfilmbereich seit 1944 schon als Ideengeber, Drehbuchautor und Regieassistent. Für das amerikanische Fernsehen drehte er zu Anfang der 1950er Jahre die Dokumentarreihe International Police. 1954 gehörte er mit Enrico Gras und Leonardo Bonzi zu den Initiatoren des Filmes Continente perduto, den er auch schrieb und der die damalige Situation in Indonesien thematisierte. Er begleitete die Dreharbeiten mit Artikeln im Wochenmagazin „Tempo“. Für seine eigene Firma drehte er anschließend Wiedersehen auf Capri, die sentimentale Liebesgeschichte eines amerikanischen Piloten in Italien, der sich in eine verheiratete Einheimische verliebt, die einige Auszeichnungen auf Filmfestivals erhielt, so den Goldenen Bären in Berlin 1956. 1962 folgte Violenza segreta, ein kritischer Blick im Gewand des Spielfilms auf die Behandlung der einheimischen somalischen Bevölkerung durch die weißen Besatzer. Nach einigen Fernsehfilmen für die Reihe Avventure di mare e di costa 1966 war Moser an einigen Werken von Mario Craveri, Enrico Gras und Franco Rossi beteiligt. 1980 kehrte er zum Spielfilmsujet mit dem für das Fernsehen entstandenen, nach Joseph Conrads Der Verdammte der Inseln gedrehten Un reietto delle isole zurück, den er mit autobiografischen und zeitgenössischen Bezügen anreicherte. Seine Alterswerke stellen Blue Dolphin aus dem Jahr 1989 sowie der Blick auf Arzteinsätze im Afghanistan dieser Jahre, der Dokumentarfilm Clown in Kabul, dar.
In den 1960er Jahren war Moser auch Produzent; für seine Firma „Filmstudio“ finanzierte er einige Filme ohne besondere Meriten, war allerdings auch an der Entstehung von Jean-Luc Godards Lemmy Caution gegen Alpha 60 beteiligt. Er drehte des Weiteren auch Fernsehdokumentationen.

## Filmografie (Auswahl)
- 1955: Der verlorene Kontinent (Continente perduta) (Dokumentarfilm; Ko-Regie, Drehbuch)
- 1956: Wiedersehen auf Capri (Un po’ di cielo)
- 1963: Violenza segreta (Regie, Produktion, Drehbuch)
- 1980: Un reietto delle isole (Fernsehfilm; Regie, Buch)
- 1990: Tara und der blaue Delphin (Blue Dolphin – L’avventura continua)
- 1992: Clown in Kabul (Dokumentarfilm)